# 菲蒂烏塔
菲蒂烏塔（英語：Fitiuta）是美屬薩摩亞馬努阿群島之一塔烏島東北海岸的一個村莊。根據2010年美國人口普查的數據顯示，該島人口為153。菲蒂烏塔村由兩個小村莊組成：瑪雅（Maia）和勒烏索阿里（Leusoali'i），後者是島上最東部的地區。歷史上，它們被歸類為村莊。 鎮上有兩家商店、一家酒店和一座新建成的教堂。菲蒂烏塔機場位於該鎮。
菲蒂烏塔位於美屬薩摩亞國家公園的正北面。
菲蒂烏塔是历史上的图伊马努阿邦联的统治中心。